# D'or et d'ivoire
D’or et d’ivoire est une exposition temporaire ouverte du 27 mai 2015 au 28 septembre 2015 dans la Galerie des expositions temporaires du Louvre-Lens, en France. Elle est consacrée aux relations artistiques entre Paris et la Toscane au cours la seconde moitié du XIIIe siècle.
Cette exposition présente plus de 125 pièces.

## Description
L'exposition est sous-titrée Paris, Pise, Florence, Sienne. 1250-1320. Elle présente la densité des échanges entre les artistes œuvrant à Paris au cours la seconde moitié du XIIIe siècle et les artistes des villes de Pise, Florence, Sienne de l'actuelle Toscane. L'exposition cherche à illustrer le constat d'une influence du gothique rayonnant parisien dans certaines œuvres de Toscane dès la seconde moitié du XIIIe siècle. Ce constat est en particulier marqué pour les œuvres de Nicola Pisano et son fils Giovanni. L'exposition s’appuie d'une part sur la comparaison de la représentation des drapés dans la sculpture et la gravure mais aussi sur la proximité des techniques d’orfèvrerie.
Les commissaires de l'exposition remettent en cause l'hypothèse d'une diffusion de l'influence gothique par les voyages fréquents d'artistes toscans en Europe et à Paris. Ils suggèrent que c'est plutôt l'échange de petits objets tels que les ivoires présentés dans l'exposition, les reliquaires, les pièces d’orfèvrerie ou les manuscrits.

## Commissariat scientifique
Xavier Dectot, directeur du musée du Louvre-Lens et Marie-Lys Marguerite, directrice des musées de Saint-Omer sont commissaires de l'exposition.

## Liste des œuvres
Plus de 125 œuvres sont présentées : essentiellement des sculptures, mais aussi des reliquaires, des ivoires, des pièces d’orfèvrerie ou des manuscrits.